# Weilbach (Bayern)
Weilbach (Bayern) este o comună-târg din districtul Miltenberg, regiunea administrativă Franconia Inferioară, landul Bavaria, Germania.